# 帕帕拉帕蒂
帕帕拉帕蒂（Papparapatti），是印度泰米尔纳德邦Salem县的一个城镇。总人口9020（2001年）。

## 人口
该地2001年总人口9020人，其中男性4667人，女性4353人；0—6岁人口1039人，其中男598人，女441人；识字率55.71%，其中男性为64.13%，女性为46.68%。